# Copa Hopman de 2009
A Copa Hopman de 2009 foi a 21ª edição do torneio entre países do tênis em mistas, organizada pela Federação Internacional de Tênis.
Dominika Cibulková e Dominik Hrbatý da Eslováquia bateram os russos e irmãos Dinara Safina e Marat Safin na final.